# Пентапразеодимнонадекакобальт
Пентапразеодимнонадекакобальт — бинарное неорганическое соединение
празеодима и кобальта
с формулой Co19Pr5,
кристаллы.

## Получение
- Сплавление стехиометрических количеств чистых веществ:

{\displaystyle {\mathsf {5Pr+19Co\ {\xrightarrow {1125^{o}C}}\ Pr_{5}Co_{19}}}}

## Физические свойства
Пентапразеодимнонадекакобальт образует кристаллы
тригональной сингонии,
пространственная группа R 3m,
параметры ячейки a = 0,5053 нм, c = 4,871 нм, Z = 3,
структура типа пентацерийнонадекакобальта Co19Ce5
.
Соединение образуется по перитектической реакции при температуре 1125°C.